# Madeleine Thétu
Madeleine Thétu (née le 23 novembre 1937 à Paris) est une athlète française spécialiste des épreuves combinées, du saut en hauteur et du saut en longueur.
Elle participe aux Jeux olympiques d'été de 1960 à Rome et se classe 14e de l'épreuve du saut en longueur.
Elle est sacrée championne de France du saut en hauteur en 1957, du saut en longueur en 1960 et 1961, du pentathlon en 1957, 1958 et 1959.